# Signify
Signify es el cuarto álbum de estudio de la banda inglesa de rock progresivo Porcupine Tree, editado por primera vez en septiembre de 1996. Es el primer disco en el que el compositor principal de la banda, Steven Wilson, se rodea de más músicos para la grabación de un trabajo. Estos músicos son Richard Barbieri (teclado), Colin Edwin (bajo) y Chris Maitland (batería). Fue reeditado en 2003 en el sello Snapper Music con un disco extra que contiene pistas no incluidas en la edición original y que fueron grabadas en las sesiones de grabación de Signify, con el nombre de Insignificance.

## Lista de canciones

### Edición original
1. "Bornlivedie" (Wilson/Barbieri) – 1:41
2. "Signify" (Wilson) – 3:26
3. "The Sleep of No Dreaming" (Wilson) – 5:24
4. "Pagan" (Wilson) – 1:34
5. "Waiting (Phase One)" (Wilson) – 4:24
6. "Waiting (Phase Two)" (Wilson) – 6:15
7. "Sever" (Wilson) – 5:30
8. "Idiot Prayer" (Wilson/Edwin) – 7:37
9. "Every Home Is Wired" (Wilson) – 5:08
10. "Intermediate Jesus" (Wilson/Barbieri/Edwin/Maitland) – 7:29
11. ""Light Mass Prayers"" (Maitland) – 4:28
12. "Dark Matter" (Wilson) – 8:57

### Reedición
1. "Wake As Gun I" – 3:29
2. "Hallogallo" (Cover de Neu!) – 3:37
3. "Signify" – 3:27
4. "Waiting" – 6:56
5. "Smiling Not Smiling" – 3:49
6. "Wake As Gun II" – 2:06
7. "Neural Rust" – 5:53
8. "Dark Origins" – 6:54
9. "Sever Tomorrow" – 6:04
10. "Nine Cats" (Versión acústica) – 4:08

- Datos: Q510362